# Subspațiu ortogonal
În algebra liniară, pentru un subspațiu W al unui spațiu vectorial V, se numește subspațiu ortogonal (sau complement ortogonal) al acestuia, o mulțime W⊥ care posedă proprietatea că orice vector al acesteia este ortogonal pe orice vector din W.
Pentru a demonstra că un vector este ortogonal pe un subspațiu vectorial, este suficient să se demonstreze că acesta este ortogonal pe vectorii unei baze a subspațiului.

Propoziție.
Fie W un subspațiu vectorial al spațiului vectorial V, {\displaystyle B=\{e_{1},e_{2},\cdots ,e_{n}\}} o bază a lui W și x un vector oarecare din V.
Atunci:
{\displaystyle x\perp W\;\Leftrightarrow \;x\perp e_{j},\;\forall j=1,2,\cdots ,m.}
Demonstrație.
- Faptul că {\displaystyle x\perp W\;\Rightarrow \;x\perp e_{j},\;\forall j=1,2,\cdots ,n} este evident deoarece din {\displaystyle x\perp W} rezultă {\displaystyle x\perp e_{j},\;\forall j=1,2,\cdots ,n\;} căci {\displaystyle e_{j}\in W.}
- Pentru a demonstra implicația inversă, se va presupune că {\displaystyle x\perp e_{j},\;\forall j=1,2,\cdots ,n.\;} Trebuie demonstrat că {\displaystyle \langle x,y\rangle =0,\;} oricare ar fi vectorul {\displaystyle y\in W.} Cum orice vector {\displaystyle y\in W} se scrie în baza B sub forma {\displaystyle y=\sum _{j=1}^{n}y_{j}e_{j},\;} se obține {\displaystyle \langle x,y\rangle =\langle x,\sum _{j=1}^{n}y_{j}e_{j}\rangle =\sum _{j=1}^{n}y_{j}\cdot \langle x,e_{j}\rangle =0.}

## Teorema subspațiului ortogonal
Teoremă.
Fie V un spațiu euclidian și W un subspațiu finit dimensional al acestuia.
Atunci {\displaystyle V=W\oplus W^{\perp }.}
Demonstrație.
Se arată că orice vector {\displaystyle x\in V} se scrie în mod unic sub forma {\displaystyle x=u+w\;} cu {\displaystyle \;w\in W\;} și {\displaystyle u\in W^{\perp }.\;}
Subspațiul W fiind finit dimensional, se notează cu n dimensiunea sa și se consideră o bază ortonormată {\displaystyle B=\{e_{1},e_{2},\cdots ,e_{n}\}\;} a lui W.
Fie x un vector oarecare din V.
Vectorul w definit prin:
{\displaystyle w=\langle x,e_{1}\rangle \cdot e_{1}+\langle x,e_{2}\rangle \cdot e_{2}+\cdots +\langle x,e_{n}\rangle \cdot e_{n}+}
aparține subspațiului W.
Se notează {\displaystyle u=x-w} și se demonstrează că {\displaystyle u\in W^{\perp }.}
În baza propoziției anterioare, este suficient să se demonstreze că {\displaystyle u\perp e_{j},\;j=1,2,\cdots ,n.}
{\displaystyle \langle u,e_{j}\rangle =\langle x-w,\;e_{j}\rangle =\langle x,e_{j}\rangle -\langle x,e_{1}\rangle \cdot \langle e_{1},e_{j}\rangle -\langle x,e_{2}\rangle \cdot \langle e_{2},e_{j}\rangle -\cdots }
{\displaystyle \cdots -\langle x,e_{n}\rangle \cdot \langle e_{n},e_{j}\rangle =\langle x,e_{j}\rangle -\langle x,e_{j}\rangle =0\;\Rightarrow \;u\in W^{\perp }.}
Deci {\displaystyle x=w+u\;}   cu   {\displaystyle \;w\in W}   și   {\displaystyle u\in W^{\perp }\;\Rightarrow \;V=W+W^{\perp }.}
Pentru a demonstra că e suma directă, se arată că   {\displaystyle W\cap W^{\perp }=\{0\}.}
Fie   {\displaystyle x\in W\cap W^{\perp },\;\;\langle x,x\rangle =0\;\Rightarrow \;x=0\;\Rightarrow \;W\cap W^{\perp }=\{0\}.}

Corolar.
Dacă V este un subspațiu euclidian finit dimensional, atunci orice W subspațiu vectorial al lui V, atunci are loc descompunerea   {\displaystyle V=W\oplus W^{\perp }.}

## Exemple
- În {\displaystyle \mathbb {R} ^{2}:}   {\displaystyle W=\{(x,0)|\;x\in \mathbb {R} \},\;W^{\perp }=\{(0,y)|\;y\in \mathbb {R} \},\;\mathbb {R} ^{2}=W\oplus W^{\perp }.}
- În {\displaystyle \mathbb {R} ^{3}:}   {\displaystyle W=\{(x,y,0)|\;x,y\in \mathbb {R} \},\;W^{\perp }=\{(0,0,z)|\;z\in \mathbb {R} \},\;\mathbb {R} ^{3}=W\oplus W^{\perp }.}